# عمارة نجدية

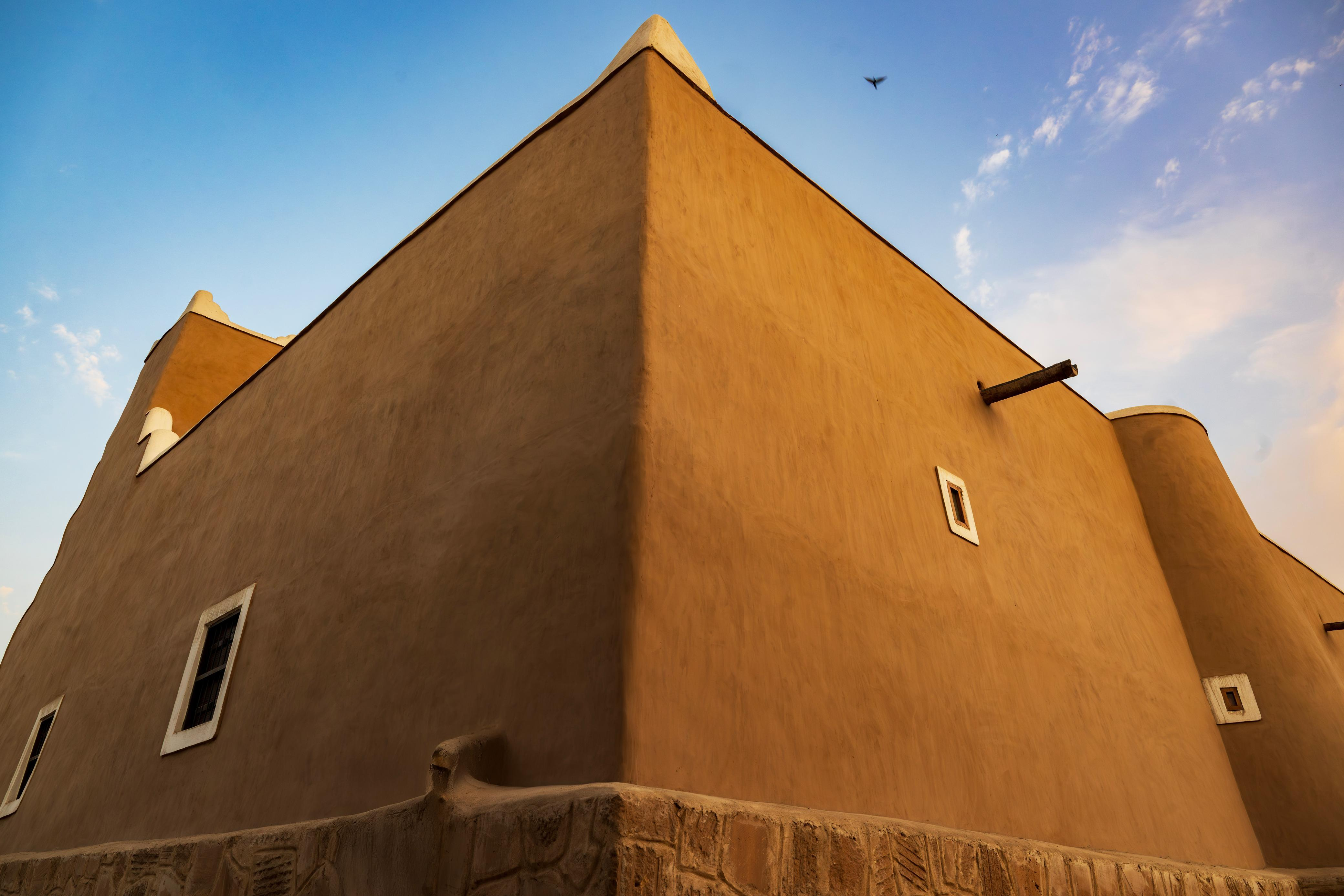
مسجد القبلي بالعمارة النجدية

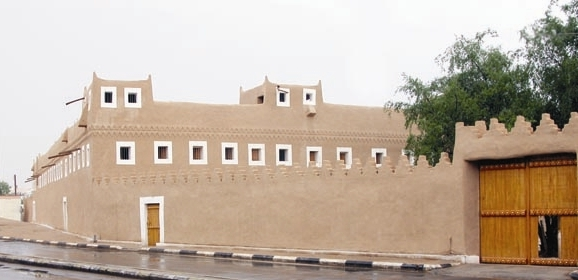
بيت البسام في عنيزة أحد نماذج العمارة النجدية

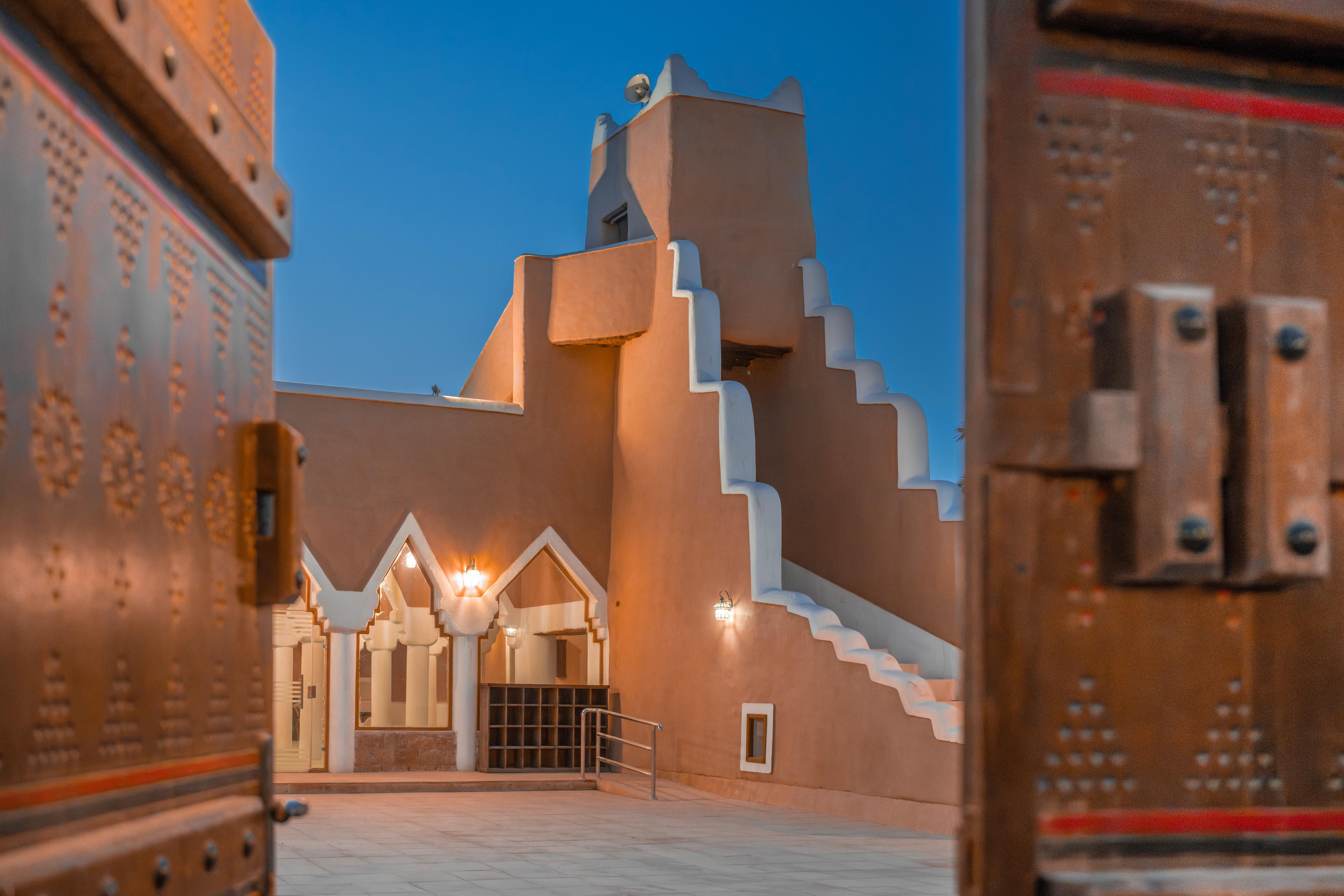
مدخل مسجد القبلي المبني بأسلوب العمارة النجدية

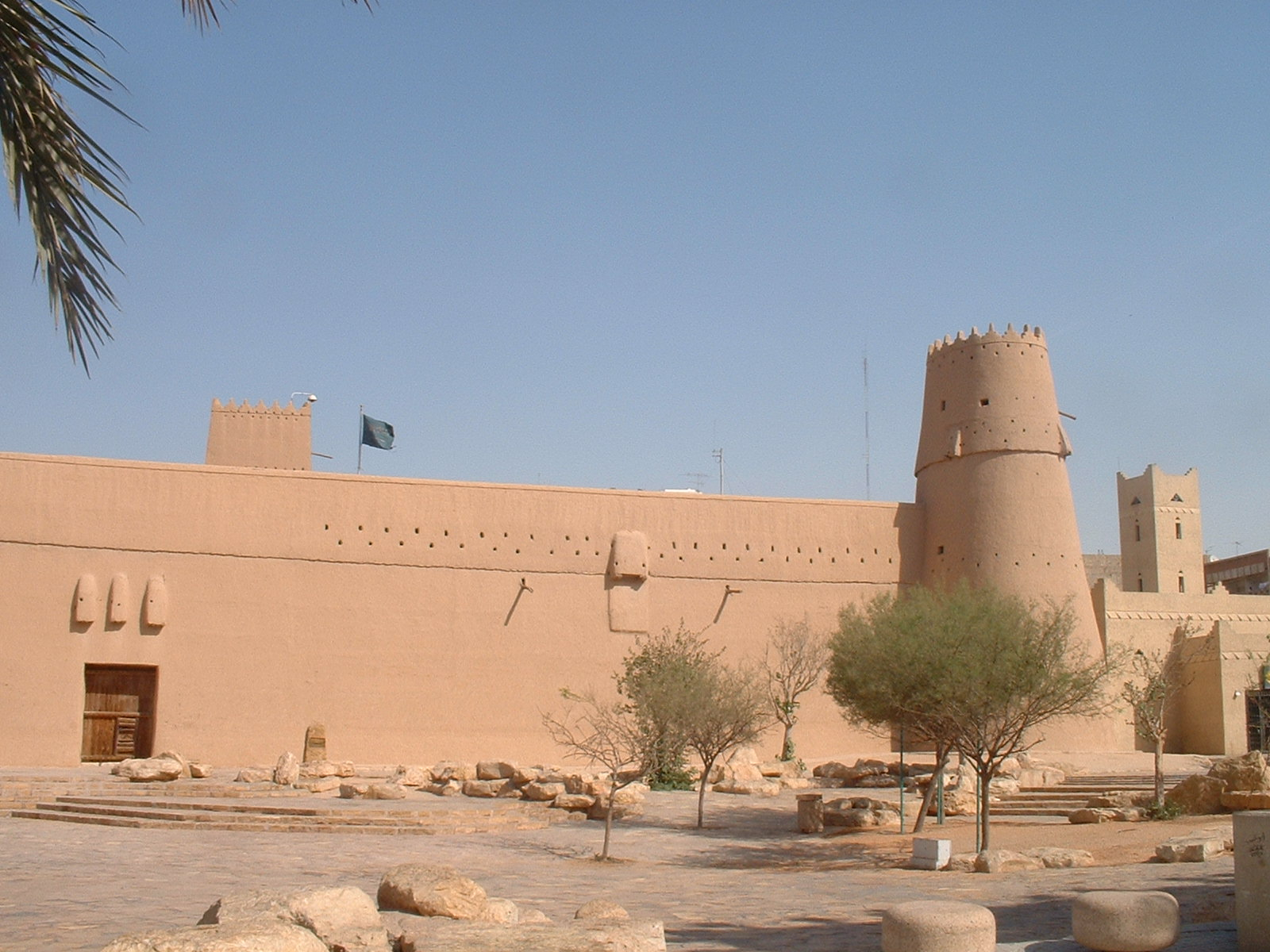
قصر المصمك في الرياض أحد نماذج العمارة النجدية

العمارة النجدية هي نوع من العمارة التقليدية التي تعود أصلاً إلى منطقة نجد في المملكة العربية السعودية الحالية. ازدهر هذا الطراز تقريبًا بين القرنين الثالث عشر والثامن عشر، ويُعرف بتكيفه مع البيئة الصحراوية وتصميماته الحضرية ذات الأنماط المتناغمة مع البيئة القاحلة. تتميز المباني المصنوعة من الطين اللبن المنخفضة الملامح بتفاصيل مثل الفتحات المثلثية أو المستطيلة (الفُرجات) والتسورات (الشرفات) بالإضافة إلى الثقوب الصغيرة البارزة على الواجهة الرئيسية (الترمة). كما أن وجود فناء مركزي ومساحات مفتوحة يعد جزءًا مميزًا من هذا الطراز المعماري.
تقوم العمارة النجدية على مكونين رئيسين هما الطين وشجرة الأثل. ويتم الحصول على الطين من حواف الأودية، وتبدأ العمارة بأن يقوم السّتاد (وهو الشخص المسؤول عن تخطيط البيت) بتخطيط الأرض وعمل الأساسات المبدئية لشكل البناء المراد إنجازه وهذا يكون في المباني الكبيرة داخل البلدان، أما المباني الصغيرة والمتفرقة ومباني بعض المزارع فهذه يقوم صاحب الشأن بخطها حسب رغبته وإمكانيته.

## أنواع العمارة

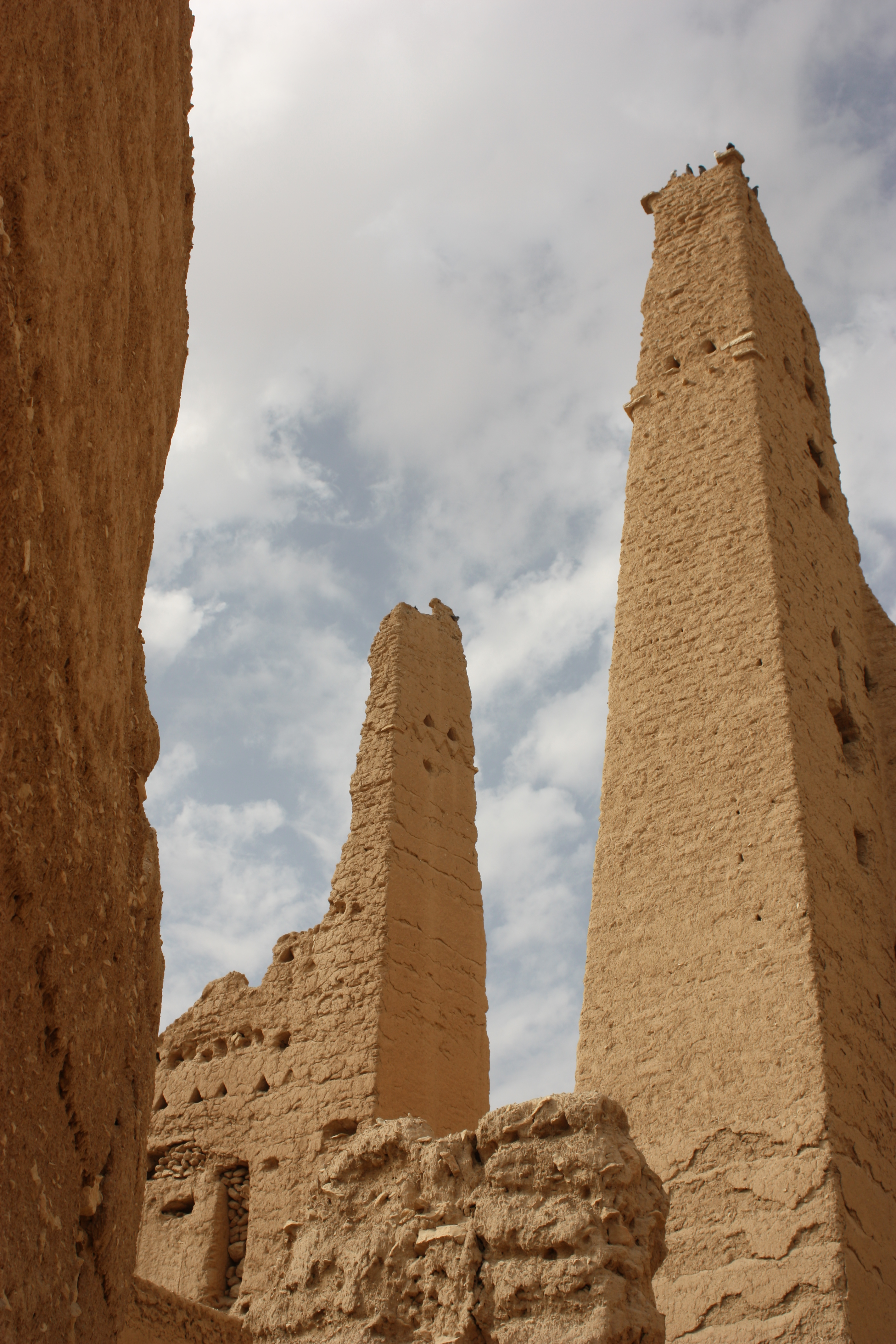
اطلال قصر سلوى في الدرعية

### العروق
يكون بتخمير الطين بالماء من الليل وعند الصباح الباكر يقوم رجل مختص وقوي البنية بخلط الطين مع التبن فيحرك الخلطة ويقلبّها حتى تكون لزجه ومتماسكة وجاهزة وبعدها يقوم أفراد بعمل كور من الطين ويتم مناولتها للإستاد الذي يبدأ البنيان من الأرض ويسمى (الساس) ويبدأ البناء بعرض ما بين 20-25سم حيث يضرب هذه الكرة من الطين بقوة لتتماسك مع سابقتها وهكذا، وكل يوم يبني عرق واحد فقط إلى أن يكتمل البنيان، وهذا النوع من البناء يتميز بقوته وتحمله ولهذا يقومون بعمل الأسوار والمباني العالية بهذه الطريقة. وأسوار البلدان عادة ما تكون من جدارين متلاصقين.

### اللّبن
ذلك بعد تخمير الطين ثم خلطها مع التبن يكون هناك مِلبن وهو عبارة عن قالب خشبي أطواله بحدود 20 ×30 سم وارتفاع 8 سم، حيث يوضع الطين في هذا القالب ويكون وسطه مرتفعاً قليلاً.. ويقومون بعمل عدد كبير من اللبن وبعد ماتجف جيداً يقوم الاستاد عادةً بعمل الأساس (السّاس) بطريقة العروق ثم فوقه يصف اللبن بعضها فوق بعض مثل بناء البلوك المعروف الآن ويتم وضع الطين الحي بين هذه اللبن وهذا النوع من البناء يتميز بسرعة الإنجاز حيث يقوم الاستاد بصف ثلاث أو أربع لبن ممتدة فوق بعضها وبعد اكتمال البناء يتم تلبيسها ويسمون ذلك (التشبيع).

### النوع المبسط
نوع مبسط من البناء لا يحتاج مهارة بل يقوم به الجميع وهو أن يضع الحجارة وبينها الطين لتتماسك، وهذا النوع يكون لمن قدرتهم المالية متدنية، وكما يعمل بها الأحواش للبهائم وغيرها.
ويستمر البناء فإذا وصل الارتفاع المطلوب للباب وضع ساكف له وهو عبارة عن خشبتين أو ثلاث من الأثل بعرض الباب ثم يُكمل البناء من فوقها، وتأتي بعدها مرحلة (التحنيك، الحناك) وهو وضع خشب الأثل للسقف، حيث توضع بشكل متوازن مع وجود ميول إلى إحدى الجهات وفوقها توضع العسبان (مفردة عسيب وهو غصن النخلة) بعد أن يتخلصوا من ورقه (الخوص) وتصف هذه العسبان متراصة ومتقاطعة مع الخشب الذي أسفلها وفوق العسبان ينثر ورقها بشكل متساوِ ثم يوضع الطين القاسي قليلاً فوقها بشكل متكامل ومتساوي وبعده بيوم يرفع طين آخر ناعم ثم يضعوا المثعب (المزراب) لخروج ماء المطر من السطح. ثم يقومون بوضع الماء و المرور عليه بأرجلهم مراراً حتى يتلاحم جيداً وتسمى هذه العملية (التنعيل)، وبعد هذه المرحلة يقومون بعمل ستره للسطح تسمى (الحجا) ويكون ارتفاعها بما يكفي لستر الأسرة عن الجيران حيث كانت معظم الأسر تستخدم الطاية (السطح) للنوم في فصل الصيف.